# Jijiga (woreda)
Pour les articles homonymes, voir Jijiga (homonymie).
Jijiga est un ancien woreda de la région Somali, en Éthiopie. Peuplé de 277 560 habitants en 2007, ce district est désormais subdivisé entre la capitale régionale Djidjiga, Tuliguled, Haroreys et Shabeeley,  sa partie nord ayant rejoint le woreda Chinaksen (en) de la région Oromia.

## Situation
Tuliguled, Haroreys et Shabeeley entourent la ville et woreda Djidjiga. Ils sont bordés par la région Oromia au nord et au sud-ouest.

## Origine
L'Atlas of the Ethiopian rural economy publié en 2006 montre l'ancien woreda Jijiga bordé à l'ouest par la région Oromia et s'étendant de la zone Shinile au nord jusqu'aux woredas Teferi Ber ou Awbere, Kebri Beyah, Babille et Gursum à l'est et au sud.
L'extension de la région Oromia dans le secteur de Chinaksen (en) diminue d'autant la partie nord du district à la fin des années 2010.
Le district se subdivise au plus tard en 2020 entre la capitale régionale Djidjiga au centre, Tuliguled au nord, Haroreys à l'ouest et Shabeeley au sud. Outre le sud de Jijiga, Shabeeley reprend le territoire initial de Babille et une partie de Kebri Beyah,.

## Population
Le recensement national de 2007 fait état, dans le woreda Jijiga, d'une population de 277 560 habitants dont 45 % de citadins qui sont les 125 876 habitants de Djidjiga.
Environ 91 % des habitants sont musulmans, 7 % sont orthodoxes et moins de 1 % sont protestants.
En 2022, la population est estimée sur le même périmètre à 417 688 personnes avec une densité de population de 146 personnes par km2 et 2 859 km2 de superficie.
Quant aux nouveaux woredas, seules leurs superficies sont connues. Autour de la ville de Djidjiga qui occupe 223 km2, Shabeeley est le district le plus étendu avec 1 614 km2, suivi par Haroreys avec 831 km2 tandis que Tuliguled n'occupe que 433 km2 en 2021.